# 248908 Ginostrada
248908 Ginostrada este un asteroid din centura principală de asteroizi.

## Descriere
248908 Ginostrada este un asteroid din centura principală de asteroizi. A fost descoperit pe 15 noiembrie 2006 la Vallemare Borbona de Vincenzo Silvano Casulli. Asteroidul prezintă o orbită caracterizată de o semiaxă mare de 3,11 ua, o excentricitate de 0,13 și o înclinație de 14,3° în raport cu ecliptica.